# 関ジャニ∞大倉忠義 日曜日好っきゃねん
『関ジャニ∞大倉忠義 日曜日好っきゃねん』（かんじゃにえいとおおくらただよし にちようびすっきゃねん）は、ニッポン放送で2013年4月7日から2015年3月28日まで放送されていたラジオ番組。2014年4月5日から番組終了までは『関ジャニ∞大倉忠義 ラジオ好っきゃねん』のタイトルで放送されていた。

## 番組概要
この番組では大倉自身の近況をはじめとして、音楽やクイズなどで構成する30分である。
大倉は「トークは得意でないと思っていたけど楽しかった」と自信を深めたが、グループでは、年長の横山裕や村上信五が中心にMCを務めるため、大倉はオファーが舞い込んだ際には「『ドッキリ?』と思った」が、以前、マネジャーに「1人でラジオやりたい」と伝えたことがあると明かして、「日曜昼なのでグチは避けて（笑）自然体でさわやかにいきたい」と意気込んでいる。
ネット局では『関ジャニ∞大倉忠義 ラジオ好っきゃねん』のタイトルで放送している。2014年4月以降、ニッポン放送での放送時間が土曜日22:00-22:30に枠移動。タイトルも地方局と同じタイトルに統一された。
2015年4月から「オールナイトニッポンサタデースペシャル 大倉くんと高橋くん」の開始に伴い、放送終了となった。

## パーソナリティ
- 大倉忠義（関ジャニ∞）

## ネット局
| 放送地域       | 放送局       | 放送曜日 | 放送時間      | 放送開始日    | 備考                                       |
| -------------- | ------------ | -------- | ------------- | ------------- | ------------------------------------------ |
| 関東広域圏     | ニッポン放送 | 毎週土曜 | 22:00 - 22:30 | 2013年4月7日  | 制作局                                     |
| 山形県         | 山形放送     | 毎週日曜 | 17:30 - 18:00 | 2014年4月6日  | 2014年9月28日までは毎週日曜21:30 - 22:00。 |
| 山梨県         | 山梨放送     | 毎週火曜 | 21:00 - 21:30 | 2014年9月30日 |                                            |
| 岡山県         | 山陽放送     | 毎週水曜 | 23:30 - 24:00 | 2014年4月2日  |                                            |
| 鳥取県・島根県 | 山陰放送     | 毎週水曜 | 23:30 - 24:00 | 2014年4月2日  |                                            |